# Курдагия, Герман Ивакович
Герман Ивакович Курдагия (1922 год, село Царча, ССР Абхазия) — звеньевой колхоза имени Андреева Гальского района, Абхазская АССР, Грузинская ССР. Герой Социалистического Труда (1948).

## Биография
Родился в 1922 году в крестьянской семье в селе Царча.
С раннего возраста трудился в сельском хозяйстве. С конца 1930-х годов трудился рядовым колхозником в колхозе имени Андреева (с 1951 года — укрупнённый колхоз имени Бараташвили в соседнем селе Чхуартал) Гальского района. В послевоенное время — звеньевой полеводческого звена в этом же колхозе.
В 1947 году звено под его руководством собрало в среднем с каждого гектара по 82,2 центнеров кукурузы на площади 3 гектара. Указом Президиума Верховного Совета СССР от 21 февраля 1948 года удостоен звания Героя Социалистического Труда за «получение высоких урожаев кукурузы и пшеницы в 1947 году» с вручением ордена Ленина и золотой медали «Серп и Молот» (№ 712).
Этим же Указом званием Героя Социалистического Труда были награждены председатель колхоза имени Андреева Шахани Гигоевич Сиргинава, бригадиры Мошия Зосимович Чаава, Циба Виссарионович Чаргазия, звеньевые Константин Бахваевич Кварцхава и Мамия Иоанович Цацуа.
После выхода на пенсию проживал в родном селе Царча Гальского района.